# Meg Wittner
Meg Wittner (Chicago, 19 september 1950) is een Amerikaanse actrice.

## Biografie
Wittner werd geboren in Chicago en groeide op met een oudere zus en broer. 
Wittner begon in 1972 met acteren in de film Scarecrow in a Garden of Cucumbers. Hierna heeft ze nog meerdere rollen gespeeld in televisieseries en films zoals General Hospital (1990), Beverly Hills, 90210 (1992), Melrose Place (1993-1994), Bailey Kipper's P.O.V. (1996), Providence (2000) en 7th Heaven (1997-2002).
Wittner is ook actief in het theater, zo heeft ze theaterstukken gespeeld zoals Porno Stars At Home als Uta Bergman-Hayes, J.B. als Nickels, Drop in the Pudding als de Vrouw, Hello From Bertha als Bertha en No Time For Comedy als Amanda.

## Filmografie[3]

### Films
- 2002 Strange Hearts – als Claudette
- 1998 I Might Even Love You – als Linda Price
- 1994 Honor Thy Father and Mother: The True Story of the Menendez Murders – als Judalon Smyth
- 1994 Day of Reckoning – als Jilene
- 1993 Born Yesterday – als mrs. Kelley
- 1992 Death Becomes Her – als vrouw op boekenfeest
- 1992 Highway Heartbreaker – als Lillian Brand
- 1991 Us – als Ellen
- 1988 Higher Ground – als Ginny Loden

### Televisieseries
Uitgezonderd eenmalige gastrollen.
- 1997 – 2002 7th Heaven – als Danna Cain – 8 afl.
- 2000 Providence – als Susan Fuller – 2 afl.
- 1996 Bailey Kipper's P.O.V. – als mrs. Vickey Kipper – 13 afl.
- 1995 – 1996 Living Single – als Veronica Mills – 2 afl.
- 1993 – 1994 Melrose Place – als Nancy Donner – 6 afl.
- 1992 Beverly Hills, 90210 – als Ellen Shaw - 2 afl
- 1991 Equal Justice - als Sandra Hindell - 3 afl.
- 1972 Somerset – als Ginger Kurtz Cooper - ? afl.